# Rafael Bufill
Rafael Bufill   (Barcelona, 1953) és un dissenyador industrial. Va estudiar a l'Escola de la Llotja i a l'Escola ELISAVA, ambdues de Barcelona. Entre el 1974 i el 1978 treballa com a dissenyador industrial a l'Estudi Ainoa.
Entre el 1979 i el 1986 la seva activitat se centra en el sector de la motocicleta i l'automòbil, tant utilitari com de competició. En aquest període treballa per a empreses com Ossa, Sanglas, Merlin, Metrakit o Yamaha guanyant diferents premis. El 1985 desenvolupa la teoria aerodinàmica de frontal elevat que es comença a utilitzar a la Fórmula 1 el 1991 i que avui en dia incorporen totes les escuderies participants en el campionat del món d'aquesta especialitat. Entre el 1986 i el 2002 col·labora amb l'enginyeria Lypsa arribant a ser responsable del departament de disseny i prototips. Durant aquests anys realitza per a Seat el restyling del Seat Ibiza, les sèries Cupra, Salsa WRC i Tango. Per a Nissan dissenya el camió Atleon i vehicles per al ral·li París-Dakar. També realitza per a Fainsa diversos seients industrials i per a Temoinsa diferents dissenys en el sector ferroviari.
El 2002 funda DeSilva&Bufill Design amb seus a Barcelona i a Milà, empresa que es dedicarà principalment al disseny de producte i al camp de la nàutica. El 2005 Rafael Bufill deriva la seva activitat professional cap al camp immobiliari amb la restauració de masies i edificis catalogats.